# Winterfeldtplatz
Winterfeldtplatz er en plads i den nordlige del af bydelen Schöneberg i Berlin. Hver uge er der marked på pladsen. Gennem gaden Maaßenstraße er pladsen forbundet med Nollendorfplatz 200 meter længere nord, samt med u-banelinjerne U1, U2, U3 og U4
Pladsen blev planlagt i 1862 og anlagt i 1890. Den blev bebygget med bolighuse i gründerstil og en katolsk kirke. I 1893 blev den opkaldt efter den preussiske general Hans Karl von Winterfeldt.
I 1970- og 1980'erne var der flere husbesættelser i nærheden. Periodevis havde De grønne over 50 procents vælgeropslutning i området. Efter saneringstiltag i 1980- og 1990'erne er området blevet et populært boligområde igen.
Forfatteren og nobelprisvinderen Nelly Sachs blev født i Maaßenstraße 12 i 1891 og dirigenten Wilhelm Furtwängler blev født i Maaßenstraße 1 i 1886.